# قاضب (حديبو)

تعديل مصدري - تعديل

قاضب هي إحدى قرى مديرية حديبو التابعة لمحافظة سقطرى، بلغ تعداد سكانها 929 نسمة حسب تعداد اليمن لعام 2004.